# Colson Whitehead
Pour les articles homonymes, voir Whitehead.
Œuvres principales
- L'Intuitionniste
- Underground Railroad
- Nickel Boys

Colson Whitehead, né le 6 novembre 1969 à New York, est un romancier américain. Il est un des rares écrivains à remporter deux fois le prix Pulitzer de la fiction, en 2017 et 2020, pour Underground Railroad et Nickel Boys.

## Biographie
Archie Colson Chipp Whitehead fréquente la Trinity School de New York (en), puis est diplômé de l'université Harvard en 1991. Journaliste, ses travaux paraissent dans de nombreuses publications, dont le The New York Times, Salon et The Village Voice.
Il est lauréat du prix Pulitzer de la fiction 2017 pour son roman Underground Railroad, déjà élu meilleur roman de l'année 2016 par la presse américaine. Les droits audiovisuels de son adaptation ont été acquis par le réalisateur Barry Jenkins (Moonlight, Oscar du meilleur film 2017) et ses producteurs. Trois ans après, il remporte une nouvelle fois le prix Pulitzer de la fiction pour Nickel Boys et devient le quatrième auteur à obtenir deux fois ce prix, après Booth Tarkington, William Faulkner et John Updike.

## Œuvres

### Romans
- L'Intuitionniste (en), Gallimard, 2003 ((en) The Intuitionist, 1999), trad. Catherine Gibert, 352 p.  (ISBN 2-07-075591-6)Réédition Albin Michel, coll. « Terres d'Amérique », 2023, trad. révisée de Catherine Gibert, 384 p. (ISBN 978-2-226-46152-0)
- Ballades pour John Henry (en), Gallimard, 2005 ((en) John Henry Days, 2001)
- Apex (en), Gallimard, 2008 ((en) Apex Hides the Hurt, 2006)
- Sag Harbor (en), Gallimard, 2014 ((en) Sag Harbor, 2009)
- Zone 1 (en), Gallimard, 2014 ((en) Zone One, 2011)
- Underground Railroad, Albin Michel, coll. « Terres d'Amérique », 2017 ((en) The Underground Railroad, 2016), trad. Serge Chauvin, 397 p.  (ISBN 978-2-226-39319-7)National Book Award - Fiction 2016[3], prix Pulitzer de la fiction 2017[4] et prix Arthur-C.-Clarke 2017[5]
- Nickel Boys, Albin Michel, coll. « Terres d'Amérique », 2020 ((en) The Nickel Boys, 2019), trad. Charles Recoursé, 258 p.  (ISBN 978-2-226-44303-8)Prix Pulitzer de la fiction 2020[2].

### Ray Carney
1. Harlem Shuffle, Albin Michel, coll. « Terres d'Amérique », 2023 ((en) Harlem Shuffle, 2021), trad. Charles Recoursé, 432 p.  (ISBN 978-2-226-46151-3)
2. La Règle du crime, Albin Michel, coll. « Terres d'Amérique », 2024 ((en) Crook Manifesto, 2023), trad. Charles Recoursé, 464 p.  (ISBN 978-2-226-48373-7)

### Autres
- Le Colosse de New York : Une ville en treize parties, Gallimard, 2008 ((en) The Colossus of New York, 2003)  (ISBN 978-2-226-46151-3)
- (en) The Noble Hustle: Poker, Beef Jerky & Death, 2014